# Icecream Screen Recorder
Icecream Screen Recorder — программное обеспечение для записи видео экрана, создания снимков экрана и записи аудио. 
В режиме записи экрана программа может записывать весь монитор (в случае, если у пользователя несколько мониторов, необходимо в начале выбрать монитор для записи), выбрать для записи пользовательскую зону, последнюю ранее выбранную зону, зону вокруг курсора мышки, а также в программе есть режим автоопределения зоны записи экрана.

### Возможности видеозаписи
- Сохранение видео в форматах MP4, AVI, MOV, WebM.
- Возможность поставить запись на паузу и возобновить ее.
- Горячие клавиши для упрощения и ускорения работы с программой.
- Запись видео вместе с аудио и микрофоном.
- Запись вебкамеры.
- Выбор качества видео до начала записи.
- Загрузка записанных видео по ссылке для того, чтобы быстро поделиться созданным контентом.
- Обрезка видео, ускорение и конвертирование в другие видео форматы после захвата экрана.
- Создание GIF файлов.
- Запланированная запись экрана (указывается зона записи, а также дата и время начала и конца записи).
- Возможность загрузить свой собственный водяной знак и использовать его в качестве логотипа.
- Рисование во время записи (добавление текста, рамок, стрелок, карандаш, итд.).
- Установка таймера для окончания записи экрана.

### Возможности создания скриншотов
- Сохранение снимков экрана в форматах JPG и PNG.
- Возможность скопировать снимок экрана сразу в буфер обмена компьютера.
- Загрузка созданных изображений по ссылке для быстрого обмена.
- Рисование перед созданием скриншота.
- Редактор изображений, который позвояет рисовать на скриншотах и обрезать их после создания.
- Функция размытия частей скриншотов в целях конфиденциальности.

### Возможности записи аудио
- Установка уровня громкости аудио и микрофона.
- Выбор источника звука и источника микрофона.
- Выбор аудио битрейта перед началом записи звука.
- Установка таймера для окончания записи аудио.

## Системные требования
Windows
- Windows 11, Windows 10, Windows 8.1, Windows 8, Windows 7.
- Процессор Intel®, AMD или любой другой подходящий процессор, минимально 2.66Ghz.
- Оперативная память ОЗУ минимум 4GB.

macOS
Версия macOS 10.9 и позднее.